# Hilara chiragrica
Hilara chiragrica är en tvåvingeart som beskrevs av Speiser 1910. Hilara chiragrica ingår i släktet Hilara och familjen dansflugor.
Artens utbredningsområde är Kenya. Inga underarter finns listade i Catalogue of Life.